# Röschitz
Röschitz ist eine Marktgemeinde mit 1134 Einwohnern (Stand 1. Jänner 2025) im Osten des Bezirkes Horn und am westlichen Rande des Weinviertels in Österreich.

## Geografie
Röschitz liegt im westlichen Weinviertel in Niederösterreich. Die Fläche der Marktgemeinde umfasst 21,17 Quadratkilometer. Davon sind 72 Prozent landwirtschaftliche Nutzfläche, 16 Prozent Weingärten und 3 Prozent der Fläche sind bewaldet.

### Gemeindegliederung
Das Gemeindegebiet umfasst folgende vier Ortschaften (in Klammern Einwohnerzahl Stand 1. Jänner 2025):
- Klein-Jetzelsdorf (117)
- Klein-Reinprechtsdorf (53)
- Roggendorf (233)
- Röschitz (731)

Die Gemeinde besteht aus den Katastralgemeinden Kleinjetzelsdorf, Kleinreinprechtsdorf, Roggendorf und Röschitz.
Die Gemeinde ist Mitglied der Kleinregion Manhartsberg.
Röschitz hat die Postleitzahl 3743. Die anderen Ortschaften der Gemeinde haben die Postleitzahl 3730.

### Nachbargemeinden
|            | Pulkau                                      | Zellerndorf               |
| Meiseldorf | Kompassrose, die auf Nachbargemeinden zeigt | Sitzendorf an der Schmida |
|            | Eggenburg                                   |                           |

## Geschichte
In der Katastralgemeinde Kleinreinprechtsdorf wurde 1931 auf der Flur „Hollerberg“ ein Grab mit Beigaben zerstört. Eine 1932 daraufhin erfolgte Grabung legte weitere fünf Gräber – darunter eine Doppelbestattung – frei, alle aus der Mittellatènezeit (280 bis 190/150 v. Chr.) stammend. Im zerstörten Grab befand sich nach Auskunft des Finders ein Mann, geschmückt mit eisernen Schulter-Fibeln, Armreif und Gürtelkette. In einem Frauengrab fanden sich je ein Eisen- und Glasarmreif, zwei Eisenfibeln und eine Gürtelkette. Ein zweites Frauengrab enthielt je einen goldenen und eisernen Spiral-Fingerring sowie ebenfalls zwei Fibeln und eine Gürtelkette mit Bronzeösen. Vermutliche Trepanationsspuren sind am Schädel zu erkennen. Die anderen Gräber enthielten ähnliche Grabbeigaben. Diese Artefakte machten die genannte Datierung möglich. Ein weiteres Körpergrab wurde 1938 im Ortsbereich freigelegt.
Zum ersten Mal urkundlich erwähnt wurde Röschitz mit dem Namen „Respic“ im Jahre 1197. Damals schenkte Rüdiger de Respic dem Stift Eggenburg einen Weingarten in Röschitz. 1514 wurde der Ort zum Markt erhoben.
Durch Pest, den Dreißigjährigen Krieg (Schweden) und Feuersbrunst wurde die Marktgemeinde mehrmals erschüttert. In Kriegszeiten fanden viele Zuflucht in den sogenannten Erdställen. Es ist schwer zu sagen, wann diese Erdställe entstanden sind, aber vermutet wird, dass sie circa 1000 bis 1200 von Anhängern heidnischer Religionen (Bayern) gegraben wurden. Die Erdställe finden sich meist unter den Wohnhäusern. Lampert Karner untersuchte die zahlreichen Höhlensysteme und fertige Höhlenpläne an. Laut Karner gibt es keinen Ort „weder in noch außer Österreich“, der mehr Erdställe besitzt.

### Bevölkerungsentwicklung
Der Rückgang der Einwohnerzahl konnte in den letzten Jahrzehnten verringert werden, da die negative Geburtenbilanz durch eine positive Wanderungsbilanz verringert und seit 2011 ausgeglichen wurde,
| Röschitz: Einwohnerzahlen von 1869 bis 2025         | Röschitz: Einwohnerzahlen von 1869 bis 2025 | Röschitz: Einwohnerzahlen von 1869 bis 2025 | Röschitz: Einwohnerzahlen von 1869 bis 2025 | Röschitz: Einwohnerzahlen von 1869 bis 2025 |
| --------------------------------------------------- | ------------------------------------------- | ------------------------------------------- | ------------------------------------------- | ------------------------------------------- |
| Jahr                                                |                                             |                                             |                                             | Einwohner                                   |
| 1869                                                | 1869                                        |                                             | 1.837                                       | 1.837                                       |
| 1880                                                | 1880                                        |                                             | 1.883                                       | 1.883                                       |
| 1890                                                | 1890                                        |                                             | 1.880                                       | 1.880                                       |
| 1900                                                | 1900                                        |                                             | 1.927                                       | 1.927                                       |
| 1910                                                | 1910                                        |                                             | 1.927                                       | 1.927                                       |
| 1923                                                | 1923                                        |                                             | 1.732                                       | 1.732                                       |
| 1934                                                | 1934                                        |                                             | 1.775                                       | 1.775                                       |
| 1939                                                | 1939                                        |                                             | 1.715                                       | 1.715                                       |
| 1951                                                | 1951                                        |                                             | 1.588                                       | 1.588                                       |
| 1961                                                | 1961                                        |                                             | 1.430                                       | 1.430                                       |
| 1971                                                | 1971                                        |                                             | 1.370                                       | 1.370                                       |
| 1981                                                | 1981                                        |                                             | 1.200                                       | 1.200                                       |
| 1991                                                | 1991                                        |                                             | 1.065                                       | 1.065                                       |
| 2001                                                | 2001                                        |                                             | 1.063                                       | 1.063                                       |
| 2011                                                | 2011                                        |                                             | 1.029                                       | 1.029                                       |
| 2021                                                | 2021                                        |                                             | 1.073                                       | 1.073                                       |
| 2025                                                | 2025                                        |                                             | 1.134                                       | 1.134                                       |
| Quelle(n): Statistik Austria, Gebietsstand 1.1.2021 |                                             |                                             |                                             |                                             |

## Kultur und Sehenswürdigkeiten

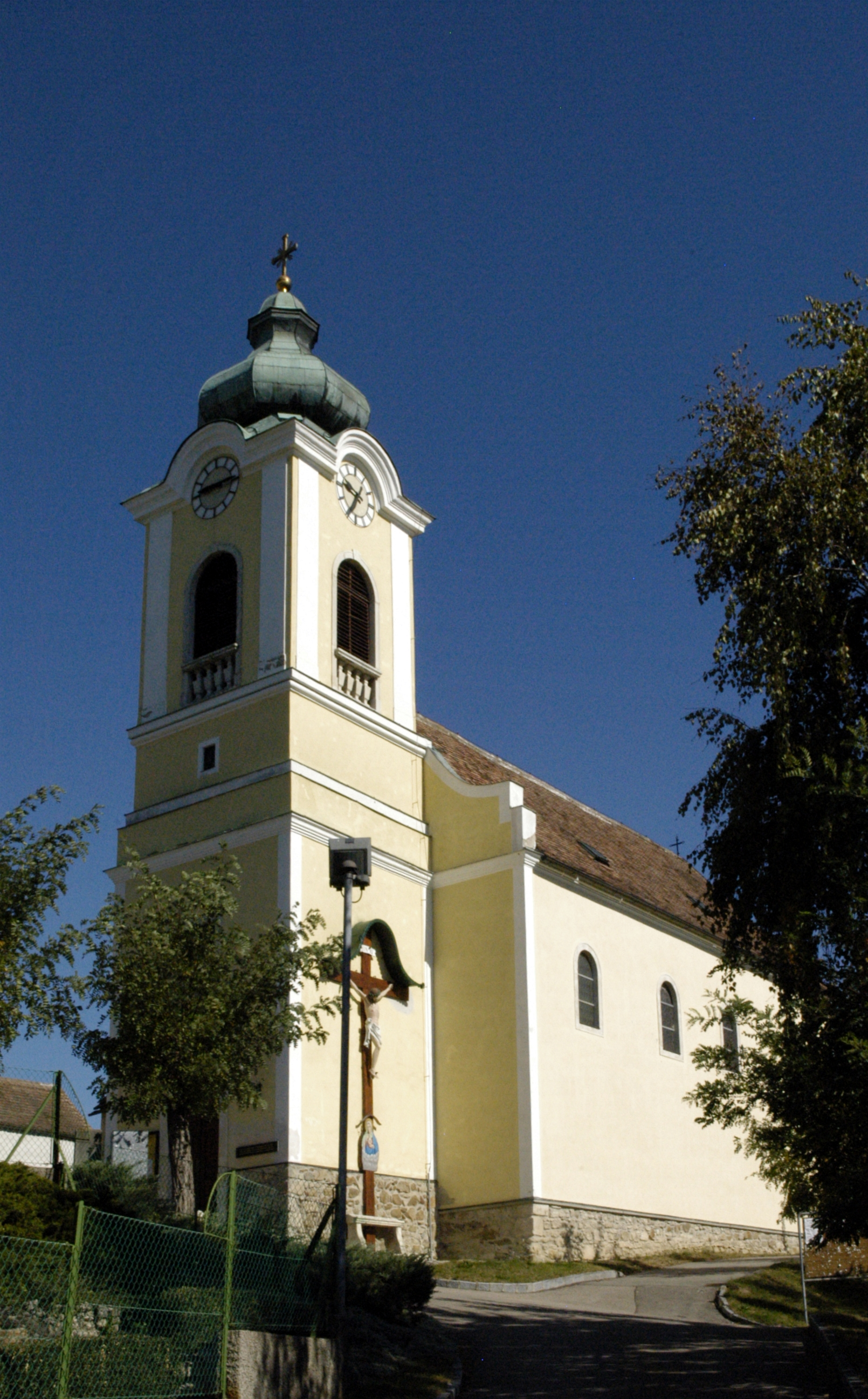
Pfarrkirche Roggendorf

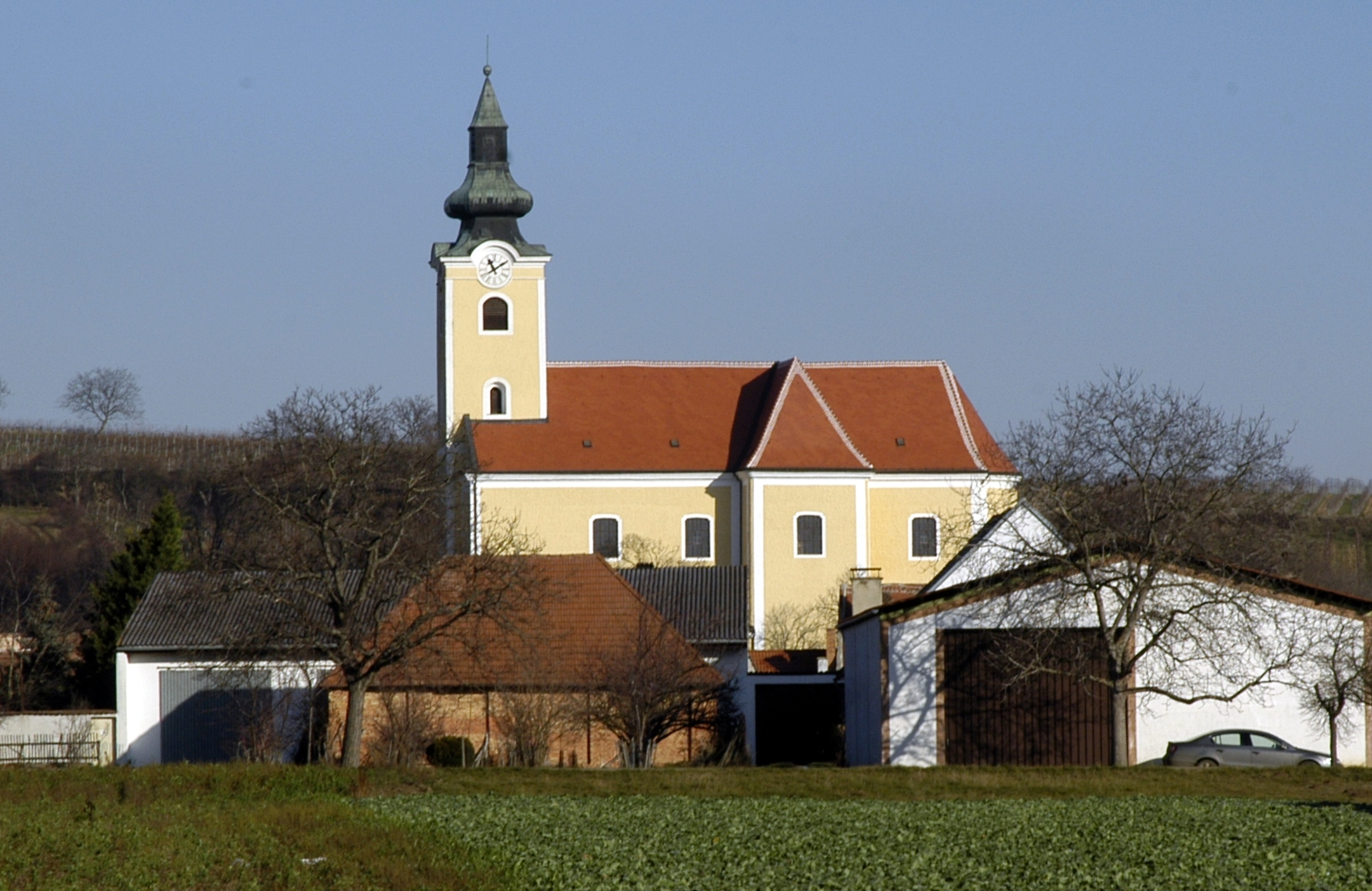
Pfarrkirche Röschitz

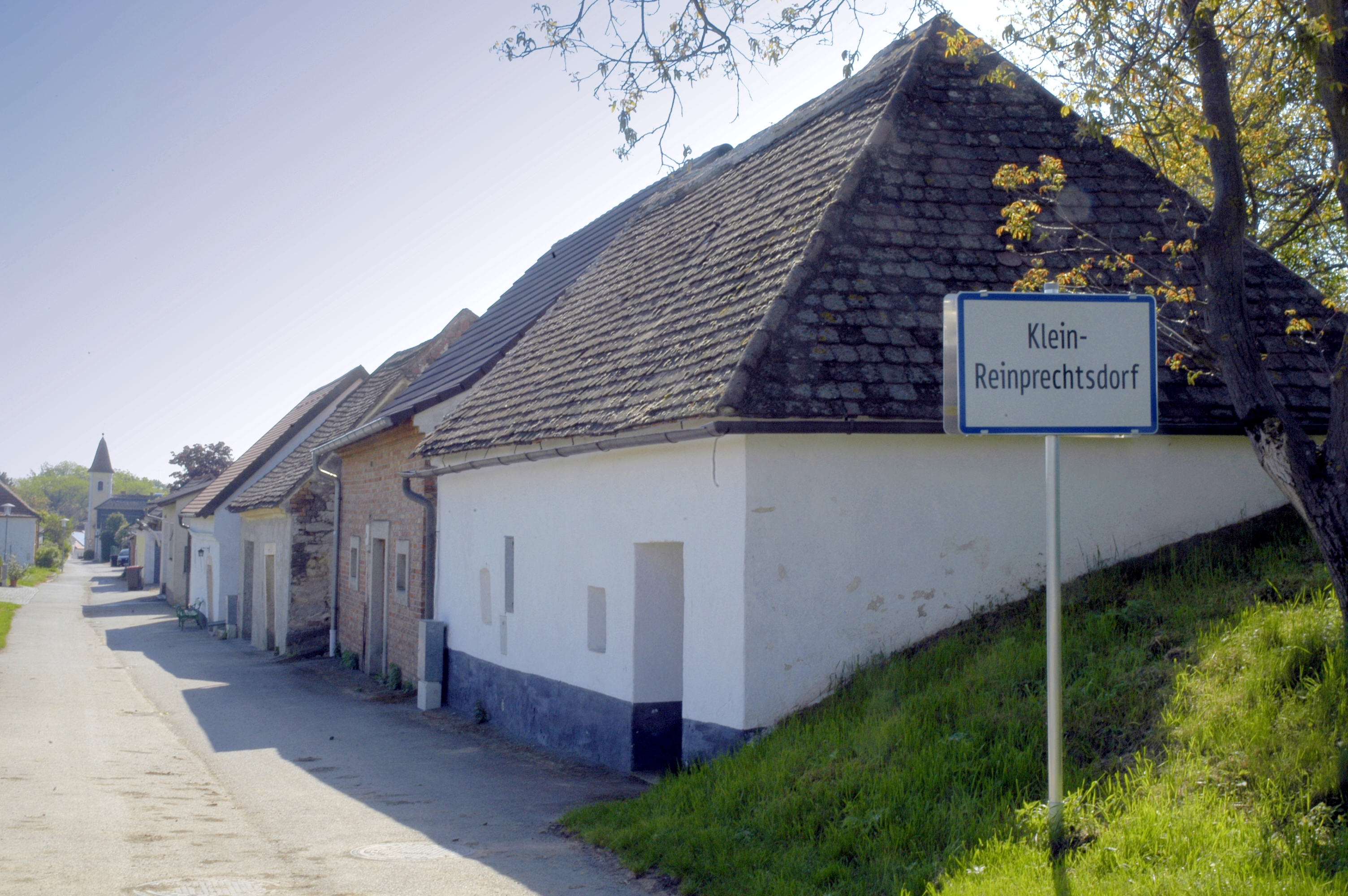
Kellergasse in Klein–Reinprechtsdorf

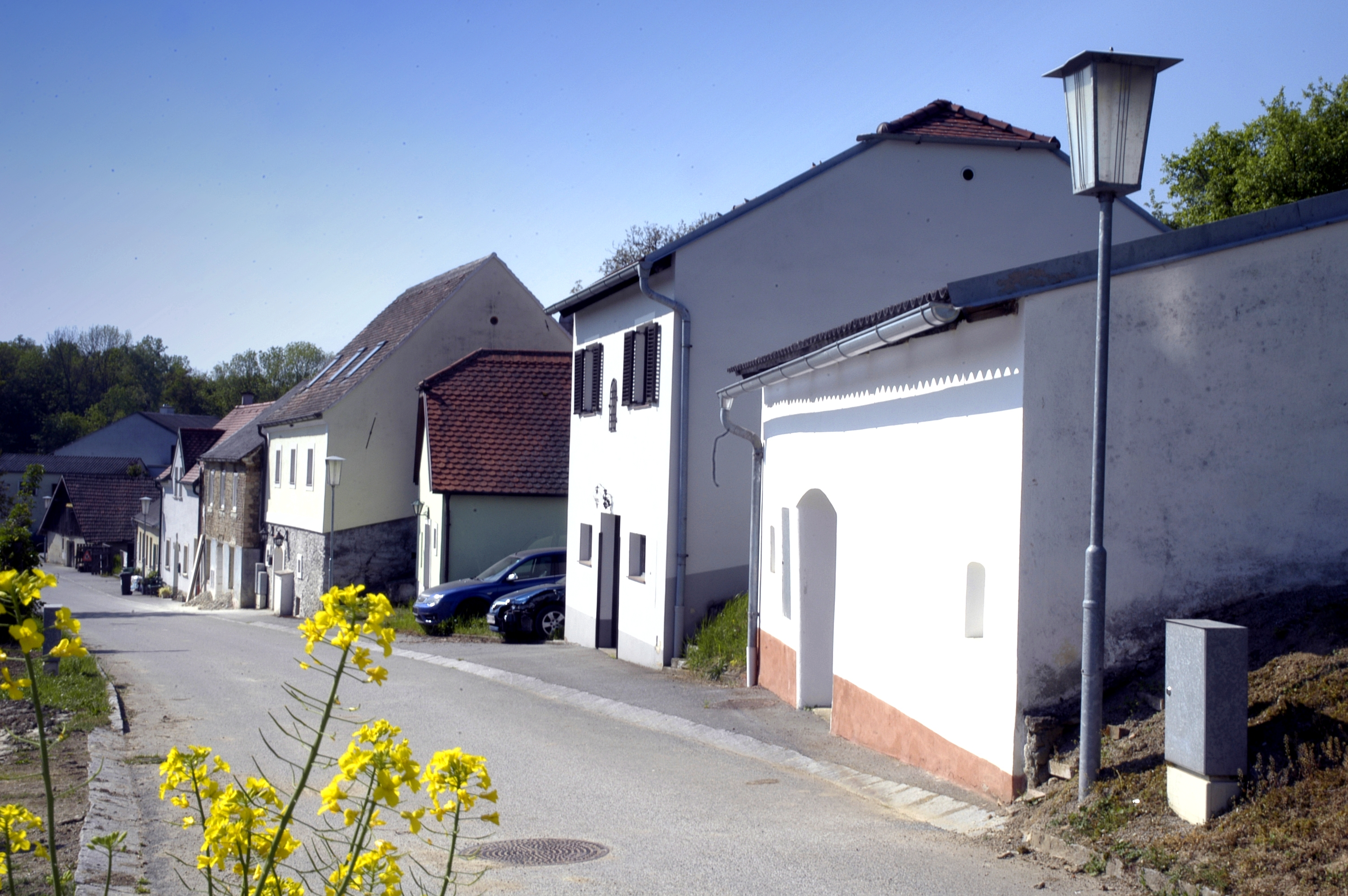
Kellergasse in Roggendorf

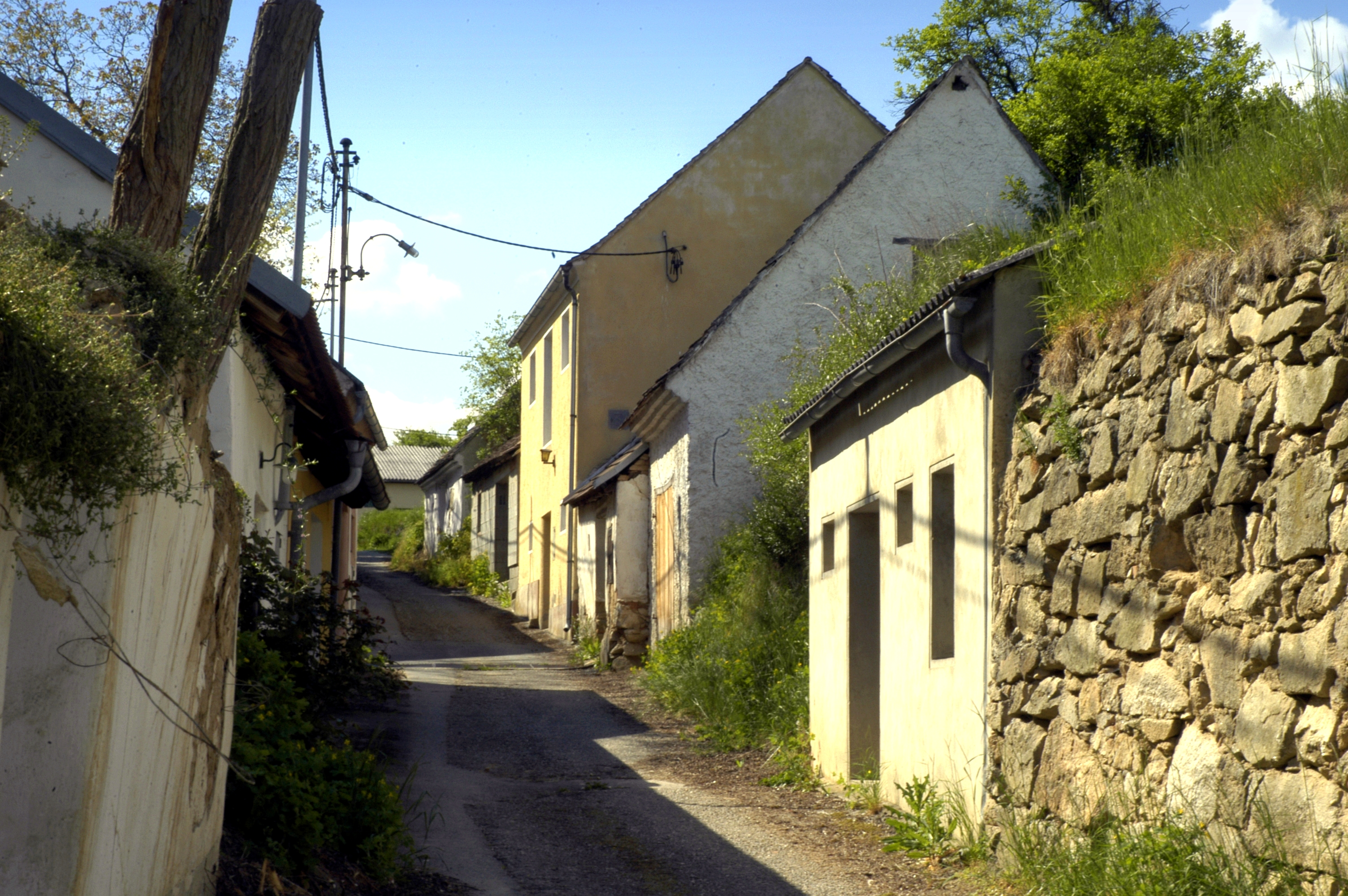
Kellergasse Feuerkogel in Röschitz

- Katholische Pfarrkirche Roggendorf hl. Pankraz
- Katholische Pfarrkirche Röschitz hl. Nikolaus: Die spätbarocke Pfarrkirche wurde 1768–1782 von Leopold Wißgrill erbaut. Die Kirche zählt zwei Altarbilder von Martin Johann Schmidt, dem Kremser Schmidt, zu ihren besonderen Kunstschätzen. Das Gotteshaus wirkt vor allem durch seinen großen, einheitlich gestalteten Innenraum und wurde in den letzten Jahren sorgfältig renoviert.
- Röschitzer-Raritäten-Museum: Privatsammlung von Emmerich Grath; zu sehen sind: altes Handwerk, bäuerliche Geräte, altes Gewerbe, Weinbau, Alltagsleben, alte Ansichten von Röschitz, Radiosammlung, Fotoapparate, Puppen- und Spielzeugsammlung, Lebensstil der 1950er Jahre, Musikbox, Möbel, Motorräder, Traktor-Oldtimer.
- Weber-Keller: In diesem Keller wurden Bibeldarstellungen, Prominente und Politiker aller Zeitepochen etc. in Löss geschnitzt.

## Wirtschaft und Infrastruktur
Im Jahr 2010 gab es 87 land- und forstwirtschaftliche Betriebe. Davon waren 43 Haupterwerbsbetriebe, die 90 Prozent der Flächen bewirtschafteten. Der Produktionssektor beschäftigte (Stand 2011) in fünf Betrieben 43 Arbeitnehmer, überwiegend im Bau. Im Dienstleistungssektor gaben 43 Betriebe 95 Menschen Arbeit. Ein Drittel war in sozialen und öffentlichen Diensten und ebenfalls ein Drittel im Handel beschäftigt.
| Wirtschaftssektor            | Anzahl Betriebe | Anzahl Betriebe | Erwerbstätige | Erwerbstätige |
| Wirtschaftssektor            | 2011            | 2001            | 2011          | 2001          |
| ---------------------------- | --------------- | --------------- | ------------- | ------------- |
| Land- und Forstwirtschaft 1) | 87              | 126             | 66            | 81            |
| Produktion                   | 5               | 4               | 40            | 43            |
| Dienstleistung               | 43              | 28              | 82            | 55            |

1) Betriebe mit Fläche in den Jahren 2010 und 1999

### Verkehr
- Bus: Das Linienbusunternehmen PostBus fährt in Röschitz und Klein-Reinprechtsdorf Haltestellen der Linien 1250 (Eggenburg – Hollabrunn) sowie in Röschitz, Klein-Jetzelsdorf und Roggendorf Haltestellen der Linie 1254 (Eggenburg–Retz) an.
- Bahn: Der Personenverkehr auf der ebenfalls durch die Gemeinde führenden Pulkautalbahn wurde 1988 eingestellt. Der nächstgelegene Bahnhof der ÖBB ist Eggenburg an der Franz-Josefs-Bahn.
- Straße: Röschitz liegt an der Waldviertler Straße B 2 sowie an der Retzer Straße B 35.

### Bildung
In der Marktgemeinde gibt es zwei Kindergärten und eine Volksschule.

## Politik

### Gemeinderat
Der Gemeinderat hat 19 Mitglieder.
- Nach den Gemeinderatswahlen in Niederösterreich 1990 hatte der Gemeinderat folgende Verteilung: 11 ÖVP und 8 SPÖ.
- Nach den Gemeinderatswahlen in Niederösterreich 1995 hatte der Gemeinderat folgende Verteilung: 12 ÖVP und 7 SPÖ.[11]
- Nach den Gemeinderatswahlen in Niederösterreich 2000 hatte der Gemeinderat folgende Verteilung: 13 ÖVP und 6 SPÖ.[12]
- Nach den Gemeinderatswahlen in Niederösterreich 2005 hatte der Gemeinderat folgende Verteilung: 12 ÖVP und 7 SPÖ.[13]
- Nach den Gemeinderatswahlen in Niederösterreich 2010 hatte der Gemeinderat folgende Verteilung: 12 ÖVP und 7 SPÖ.[14]
- Nach den Gemeinderatswahlen in Niederösterreich 2015 hatte der Gemeinderat folgende Verteilung: 13 ÖVP und 6 SPÖ.[15]
- Nach den Gemeinderatswahlen in Niederösterreich 2020 hatte der Gemeinderat folgende Verteilung: 16 ÖVP und 3 SPÖ.[16]
- Nach den Gemeinderatswahlen in Niederösterreich 2025 hat der Gemeinderat folgende Verteilung: 16 ÖVP und 3 SPÖ.[17]

### Bürgermeister
- bis 2005 Erich Sailer (ÖVP)
- 2005–2015 Erwin Krottendorfer (ÖVP)
- seit 2015 Christian Krottendorfer (ÖVP)[18]

### Wappen
Das Wappen wurde dem Markt im Jahr 1560 von Kaiser Ferdinand I. verliehen. Die Weinreben weisen auf die jahrhundertelange Wichtigkeit des Weinbaus in der Gemeinde hin.

## Persönlichkeiten

### Söhne und Töchter der Gemeinde
- Andreas Joseph Freiherr von Stifft (1760–1836), Staats- und Konferenzrat, Leibarzt von Kaiser Franz II.
- Dominik Mayer (1809–1875), Theologe
- Emmerich Kienmann (1854–1912), Sportfunktionär und Abgeordneter zum Reichsrat
- Leopold Krottendorfer (1913–1987), Politiker
- Ernst Winter (* 1958), Politiker, Mitglied des Bundesrates